# Flugplatz Weimar-Umpferstedt

i7
i11
i13
Der Flugplatz Weimar-Umpferstedt (ICAO-Code: EDOU) ist ein Sonderlandeplatz in Thüringen. Er liegt etwa fünf Kilometer östlich der Stadt Weimar. Betrieben wird der Platz von Ikarus Flugbetrieb. Er ist zugelassen für Segelflugzeuge, Motorsegler, Motorflugzeuge, Luftsportgeräte und Helikopter mit einem Höchstabfluggewicht von bis zu zwei Tonnen.
Am östlichen Stadtrand lag auch der ehemalige Flugplatz Weimar-Lindenberg, von dem aus die Deutsche Luft-Reederei zur Zeit der Weimarer Republik ab Februar 1919 einen regelmäßigen Luftpostdienst zwischen Weimar und Berlin betrieb.
Der Flugplatz wird u. a. von der Flugbereitschaft des Bundesministeriums der Verteidigung durch die Bundeskanzlerin (2019) genutzt.

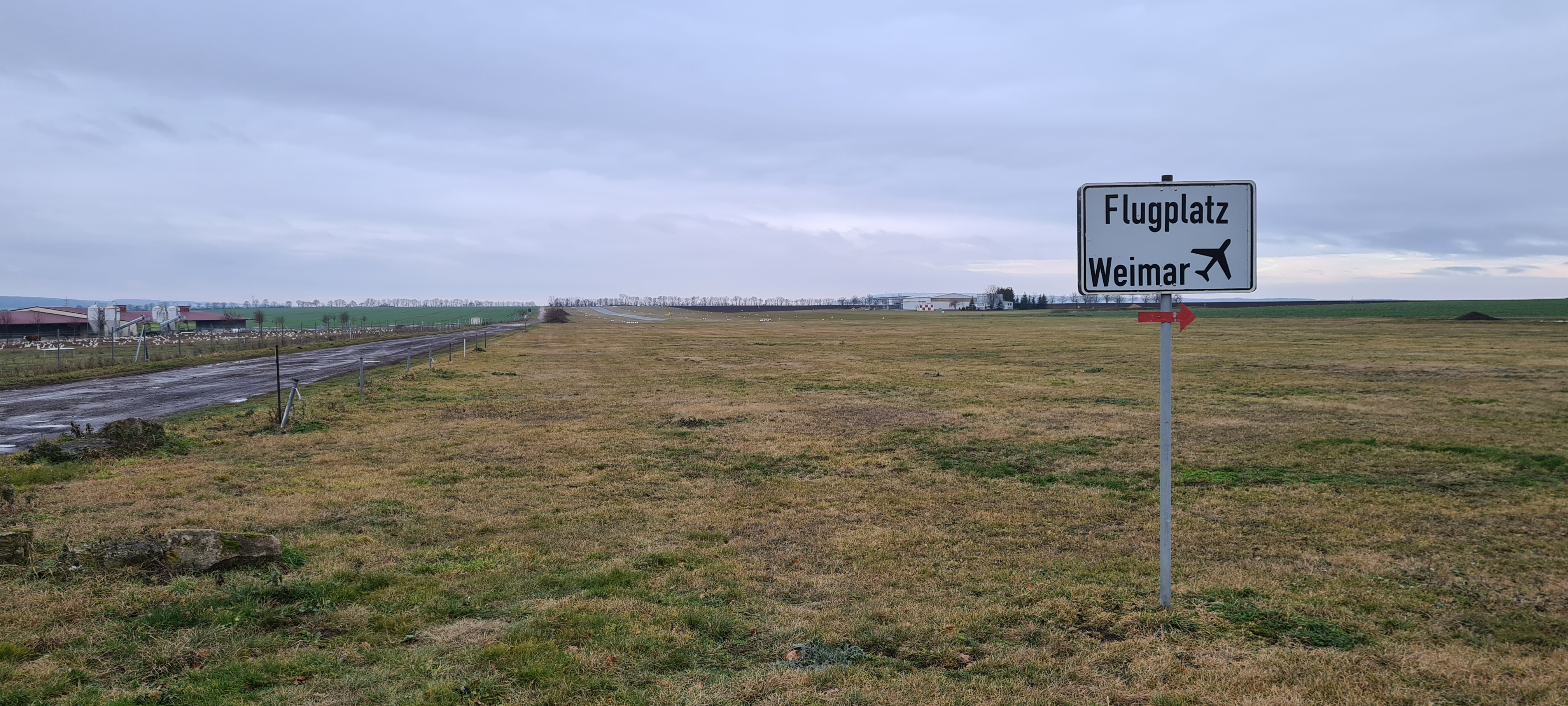
Schild am Flugplatz Weimar